# Saviour
Saviour es el primer álbum de la banda británica, Antimatter. Su lanzamiento oficial tuvo lugar durante el año 2000.

## Lista de temas
- 01. Saviour
- 02. Holocaust
- 03. Over Your Shoulder
- 04. Psalms
- 05. God is Coming
- 06. Angelic
- 07. Flowers
- 08. The Last Laugh
- 09. Going Nowhere
- 10. Over Your Shoulder (Acoustic) *
- 11. Flowers (Acoustic) *

(*)Sólo disponibles en la versión americana

## Participantes
- Duncan Patterson (Bajo/Guitarra/Teclados/Edición)
- Michael Moss (Guitarra/Bajo/Teclados/Voces/Edición)

Invitados
- Michelle Richfield (Voz en temas 1,2,3,4,6,8)
- Hayley Windsor (Voz en temas 5,6,7,9)
- Brian Moss (Samples)
- Les Smith (Samples)
- Mags (Guitarra en "going nowhere")

- Idea de portada: Duncan Patterson
- Artwork: Mark Kelson

- Datos: Q2291610